# Vitry-lès-Cluny
Pour les articles homonymes, voir Vitry et Cluny.
Vitry-lès-Cluny est une ancienne commune française située dans le département de Saône-et-Loire, en région Bourgogne-Franche-Comté
Le 1er janvier 2017, elle fusionne avec Donzy-le-National, Massy et La Vineuse pour former la commune nouvelle de La Vineuse sur Fregande.
La population légale de Vitry-les-Cluny est établie à 83 personnes au 1er janvier 2020 selon l'INSEE.

## Géographie

### Localisation
Elle est située sur la rive droite de la vallée de la Gande, en amont de Salornay-sur-Guye et après La Vineuse en venant de Cluny, dont elle est distante de 9 km à vol d'oiseau, et de 31 km de Mâcon. Elle appartient au Clunisois, à proximité du Charolais.

## Urbanisme

### Typologie
Vitry-lès-Cluny était une commune rurale, car elle faisait partie des communes peu ou très peu denses, au sens de la grille communale de densité de l'Insee. Elle est par ailleurs hors attraction des villes.

### Occupation des sols
L'occupation des sols est marquée par l'importance des terres agricoles, constituées de prairies et autres surfaces toujours en herbe, et quelques parcelles limités de bois de feuillus

### Hydrographie
La commune est traversée par la rivière Gande, affluent de la Guye. Plusieurs ruisseaux affluents de la Gande traversent le village: le ruisseau de la Valle, celui des Trois Branches et celui du Clapier.

### Lieux-dits et écarts
La commune comprend trois principaux hameaux, le Bourg, Vers-le-pont et Bezornay (pour une part, la partie haute de ce hameau appartenant à la commune voisine de Saint-Vincent-des-Prés) et plusieurs lieux-dits : le Rontet, Longefin, le Bouchot, le Cautier, les Vernes, les Plaines, les Brioux, la Garenne, la Grande Molaise, ainsi que deux bois : le bois de la Côte et le Bois de la Cras.

## Toponymie
Le lieu est appelé "villa Vitriacum" dans le cartulaire de Saint-Vincent de Mâcon (Xe siècle). Il s'agit vraisemblablement d'une déformation de Victoriacum renvoyant à une ancienne villa d'un dénommé Victorius. Vitry devient Vitry-lès-Cluny par un décret de 1933.

## Histoire
Vitry-lès-Cluny fut une station préhistorique moustérienne du Mâconnais, du temps des civilisations paléolithiques. En 1939 Georges Droux publia la découverte d'outils moustérienset aussi d'outils levallois ou acheuléens, signifiant une présence humaine de 500 000 à 250 000 ans av. J.C. Au lieu-dit "Les trois branches" fut mis à jour, avant 1926, des constructions antiques et de nombreuses tuiles, qui pourraient indiquer l'existence d'une station romaine. On y découvrit aussi des sépultures en caissons de dalle brute.
Le cartulaire de Saint-Vincent de Mâcon fait mention dans sa charte 402 de Vitry en 936, l'agglomération préexistait donc à cette date :  in pago Matisconensi, in agro Maciensium, in villa Vitriacum. En l'an 1000, on dénombrait à Vitry quarante-sept propriétaires laïcs, dont quinze chevaliers, quatre maitres ou seigneurs et six nobles. Une charte de Cluny du Xe siècle évoque la survivance de la culture Burgonde dans la région, à propos d'un don de propriété à Vitry selon la loi Gombette. On trouve une mention de Vitry dans une charte de Cluny de 1055, selon laquelle Richoara donne à l'Abbaye de Cluny l'église de "Vitriaco" (Ricoaire de Salornay, épouse de Guichard II de Beaujeu.).
La ville comporte de nombreuses maisons historiques; dans le bourg, l'église et le chateau (voir section Lieux et monuments) datent du Moyen Âge.
Au cœur du hameau de Bezornay se trouvait une annexe de l'abbaye de Cluny, ancien doyenné actuellement en cours de restauration.
Au XIIe siècle Hugues de Vitry devint abbé de Pontigny puis évêque d’Auxerre.

## Politique et administration
| Période                                  | Période          | Identité         | Étiquette | Qualité               |
| ---------------------------------------- | ---------------- | ---------------- | --------- | --------------------- |
| 1881                                     |                  | Benoit Ducrot    |           |                       |
| 1965                                     | 1995             | Louis Vautrin    |           | Agriculteur           |
| mars 2001                                | mars 2008        | Didier Vautrin   |           | Conducteur de travaux |
| mars 2008                                | 31 décembre 2016 | Paulette Émorine |           |                       |
| Les données manquantes sont à compléter. |                  |                  |           |                       |

Après la création de la nouvelle commune de La Vineuse-sur-Frégande, est créée la fonction de maire-déléguée occupée par Paulette Émorine, 1re adjointe, à partir du 1er janvier 2017, puis par Blandine Pottier-Basseur à partir du 3 juillet 2020, 1re adjointe également.

## Démographie
L'évolution du nombre d'habitants est connue à travers les recensements de la population effectués dans la commune depuis 1793. À partir du 1er janvier 2009, les populations légales des communes sont publiées annuellement dans le cadre d'un recensement qui repose désormais sur une collecte d'information annuelle, concernant successivement tous les territoires communaux au cours d'une période de cinq ans. 
Pour les communes de moins de 10 000 habitants, une enquête de recensement portant sur toute la population est réalisée tous les cinq ans, les populations légales des années intermédiaires étant quant à elles estimées par interpolation ou extrapolation. Pour la commune, le premier recensement exhaustif entrant dans le cadre du nouveau dispositif a été réalisé en 2006,.
En 2014, la commune comptait 76 habitants, en évolution de +16,92 % par rapport à 2009 (Saône-et-Loire : +0,19 %, France hors Mayotte : +2,49 %).
| 1793 | 1800 | 1806 | 1821 | 1831 | 1836 | 1841 | 1846 | 1851 |
| ---- | ---- | ---- | ---- | ---- | ---- | ---- | ---- | ---- |
| 256  | 240  | 260  | 250  | 271  | 267  | 273  | 254  | 250  |

| 1856 | 1861 | 1866 | 1872 | 1876 | 1881 | 1886 | 1891 | 1896 |
| ---- | ---- | ---- | ---- | ---- | ---- | ---- | ---- | ---- |
| 255  | 238  | 227  | 242  | 220  | 209  | 213  | 190  | 173  |

| 1901 | 1906 | 1911 | 1921 | 1926 | 1931 | 1936 | 1946 | 1954 |
| ---- | ---- | ---- | ---- | ---- | ---- | ---- | ---- | ---- |
| 165  | 171  | 170  | 132  | 112  | 104  | 99   | 101  | 92   |

| 1962 | 1968 | 1975 | 1982 | 1990 | 1999 | 2006 | 2011 | 2014 |
| ---- | ---- | ---- | ---- | ---- | ---- | ---- | ---- | ---- |
| 85   | 77   | 62   | 52   | 57   | 56   | 66   | 69   | 76   |

## Lieux et monuments

### L'église Saint-Blaise (anciennement Saint-Léger)[17]
L'église est dès sa fondation attachée à l'évêque de Mâcon.Sa la partie orientale remonterait aux premiers temps de la période gothique (XIIe siècle). Il ne reste de ses origines que les murs de la nef et la travée de chœur. A la fin du XVIe siècle, une visite pastorale décrit l'église comme étant dans un très mauvais état. Elle est de ce fait vraisemblablement rénovée au XVIIe siècle. C'est peut-être à cette occasion qu'est ajoutée l'abside. Elle est vendue comme bien national à la révolution française puis rattachée à la commune de Massy sous le Concordat. Au fil des siècles, les dégradations se sont accumulées, et l'entretien de l'église est très restreint, si bien que dans la première moitié du XIXe siècle, elle est dite impropre à recevoir les fidèles. Elle fut radicalement remaniée et agrandie en 1854 par l'architecte Jean Loron, établi à Saint-André-le-Désert, et entièrement rénovée en 1988. L’église présente une simple nef rectangulaire sans collatéraux, un chœur d’une travée et une abside semi-circulaire. La première travée de la nef, sous clocher, est couverte d’un large berceau surbaissé. Les trois suivantes, ainsi que la travée du chœur, sont voûtées d’un berceau en cintre aigu, articulé par des arcs doubleaux. Un cul-de-four brisé couvre l’abside. Un retable baroque du XVIIIe siècle, en bois sculpté, peint et doré, déjà décrit dans un procès-verbal de visite en 1746, est posé sur l'autel, incluant le tabernacle (classé aux monuments historiques en 1980). Les deux statuettes d'évêque peuvent représenter Saint Eloi et Saint Blaise, les deux patrons primitifs de la paroisse,,. Les religieux de Cluny avaient leur banc dans le choeur. Derrière l'autel, Michel Bouillot a dessiné deux vitraux faits de petites dalles de verre bleu et or diffusant une lumière scintillante en harmonie avec le décor de l'église. "Les vitraux mêlent motifs floraux et soleils, en écho au soleil qui orne le sommet du retable". Tout comme à la chapelle de Vaux, toute proche, ce sont les scouts de Cluny qui en ont assuré la réalisation. il est possible que comme dans beaucoup d'autres églises de Saône-et-Loire il ait aussi contribué au réaménagement du chœur pour l'adapter au renouveau liturgique issu du concile Vatican II.

### L'ancien presbytère
L'ancien presbytère est une maison du XVIIIe siècle située au chevet de l'église, complétée par un pigeonnier carré.

### Le Château[23]
Le château de Vitry-lès-Cluny contrôle les débouchés de la Gande et de la Frénille, affluent de la Gande, faisant face sur l'autre versant au château de Chigy (commune de Saint-André-le-Désert). La seigneurie de Vitry remonterait au XIe siècle. L'un des membres de cette famille, Hugues, chanoine de Mâcon devenu moine à l'Abbaye de Cîteaux, se lia d'amitié avec Bernard de Clairvaux, ce qui lui valut de devenir abbé de l'abbaye de Pontigny et évêque d'Auxerre en 1151. En 1478, Eudes de Givingy, seigneur de Vitry, céda une partie de ses biens à l'Abbaye de Cluny. Au XVIIe siècle le château servait d'entrepôt pour les dîmes. À partir de la fin du XVIIe siècle, plusieurs membres de la famille Commerson, originaire de Nogle (paroisse de La Vineuse), sont fermiers des terres du chateau de Vitry. Le 27 novembre 1767 eut lieu à Vitry le mariage de Jean-Baptiste-Nicoa Commerson avec Antoinette-Marie Monnier, fille de Me Christophe Monnier, notaire royal à Salornay-sur-Guye, et Magdeleine Chapussot. Barthélemy Monnier est fermier du château avant la Révolution. La famille Monnier devient propriétaire du château après la Révolution, le fils de Bathélemy, Catherin (†1859), époux de Philiberte Ducrot, devenant maire de Vitry, ainsi que leur fils, Claude (†1860). La fille de Claude Monnier, Louis-Julie, hérita du château de Vitry et aussi de celui de Massy par sa mère qui avait épousé en secondes noces le baron Vast-Vimeux.
Ce bâtiment a connu de fréquents changements de propriétaires. Les propriétaires et résidents actuels, Laurent Pelly et Lionel Hoche, ont entrepris de rénover ses parties anciennes, en particulier la tour ronde et crénelée médiévale, doté d'un encorbellement qui surplombait le fossé et qui a retrouvé une toiture en lauze, ainsi que le mur d'enceinte. Un espace neuf a été aménagé à l'intérieur pour accueillir des ateliers de danse et d'art dramatique et héberger des stagiaires.
L'entrée se fait par une porte charretière plein cintre avec porte piétonne à droite, percés au milieu de la courtine orientale, face au village. La porte charretière est couverte d'un mâchicoulis. L'angle nord-est de l'enceinte est accosté d'une tourelle ronde en encorbellement, de quatre étages. Les deux premiers sont percés de 3 jours en archère chacun, le troisième d'une baie. Le 4e étage est ouvert de créneaux couverts. Ce dernier étage devait servir de guet.
Le corps de logis seigneurial, de construction moderne, occupe le côté sud de l'enceinte. Il est composé d'un rez-de-chaussée surélevé avec galerie couverte courant sur toute la longueur. C'est une galerie sur cave creusée au rez-de-chaussée d'arcades en arcs surbaissés. Perpendiculairement, un escalier de pierre donne accès à l'étage unique que protège un auvent soutenu par des piles de bois et dans l'angle nord-ouest par une colonne de pierre galbée à chapiteau toscan. Contre la courtine est, le bâtiment à gauche de la porte a une entrée de cave sous voûte en plein cintre qui débouche sur une porte en arc brisé.
Le bâtiment était précédé d'un fossé, encore bien visible au nord-est.
Le château fut autrefois doté d'une chapelle dont il ne reste apparemment rien, et dont le dernier desservant fut dom Thomas Pierre Blandin, moine de Cluny.

### Croix de carrefour
Plusieurs croix marquent des carrefours du village : la croix de Vers-le-Pont, à l'entrée du hameau, en venant de Salornay-sur-Guye, érigée en 1705, où sont inscrites les initiales G.G.; celle à là sortie ouest du bourg, au lieu-dit « Le Plâtre », près de la route se dirigeant vers Château, avec le nom de son fondateur en 1778 Claude Roberjot; et une troisième croix au croisement de la route menant à Vers-le-Pont et du cours Auxois (Roberjot et Auxois sont les noms d'anciens maires du village).

### La mairie-école[27]
En août 1852, le Conseil municipal de Vitry demande la construction d'une maison-école. Jusque-là comme la commune de Vitry était trop petite et n'avait aucun revenu, les élus communaux avaient souhaité qu'elle soit réunie à la Vineuse et Massy pour l'instruction des enfants, ce qui fut accordé. Pendant des décennies, les enfants de Massy et Vitry se sont rendus à la Vineuse et les communes participaient aux frais de traitement de l'instituteur. Cependant, en raison de l'éloignement de l'école communale de La Vineuse, placée au sommet d'une montagne très froide en hiver et d'accès si difficile qu'aucun enfant de Vitry ne veut se décider à y grimper, le Conseil municipal dans un compte-rendu de 1856 acte officiellement la construction d'une école et d'une mairie sur la place communale à Vitry.
Elle fut construite à partir de 1857 par l'architecte Dussau de Mâcon, grâce à un fonds du ministère de l'instruction publique et des cultes et à une souscription des époux Roberjot-Puy. MModèle:Elle Antoinette Claudine Roberjot-Puy, rentière demeurant à Saint-Rémy en Provence, voulant laisser un souvenir se perpétuant dans la commune de Vitry où elle était née, avait fait savoir qu'elle donnerait à la commune une somme de 4 000 francs, moyennant une rente viagère de 200 francs qui lui sera versée tous les ans avant fin février, sa vie durant, à condition que ce capital de 4000 francs soit employé à construire une maison-école pour files et garçons et à restaurer l'église. La commune de Vitry considère donc qu'elle pourra subvenir aux frais qu'entraînerait la construction d'une école, même si la somme de 4000 francs était loin d'être suffisante, le montant des travaux s'élevant à plus de 9 000 francs. La commune lança une adjudication début 1859 pour la construction d'une maison d'école et de commune. Celle-ci sera terminée et meublée à l'automne 1860. Pour payer la rente de 200 francs, la mairie eut recours à une souscription, moyen qui paraissait le mieux convenir aux habitants.
Les communes de Vitry et la Vineuse purent ainsi être séparées pour ce qui concerne l'enseignement primaire. Au fil des ans, l'effectif ne cesse de décroître. En 1964, l'école de Vitry est donc supprimée. Pendant l'année scolaire 1965-1966, les élèves de Vitry et ceux de Massy retournent à la Vineuse, organisation scolaire qui perdure aujourd'hui dans le cadre du regroupement pédagogique intercommunal de Saint-André - la Vineuse.
Mairie de plein exercice jusqu'au 31 décembre 2016, elles est devenue une annexe de la mairie de la commune nouvelle de La-Vineuse-sur-Frégande. L'ancienne salle de classe, fermée depuis longtemps, est la salle de réunion du conseil municipal de cette commune. Elle accueille aussi diverses manifestations, prêtée par la commune à des associations ou louée. L'ancien logement de l'instituteur, à l'étage, est loué en tant qu'habitation.

### Maisons traditionnelles, fours à pain et puits
Le village possède des petites maisons vigneronnes traditionnelles à galerie mâconnaise, qui abritaient des vignerons employés par les domaines seigneuriaux. Ces maisons sont antérieures au XIXe siècle, la vigne ayant totalement disparu de Vitry-lès-Cluny en 1856. L'une d'elle a conservé un toit en lave (Lauze). D'autres maisons plus importantes commencèrent à se bâtir au XVIIIe siècle, ainsi celle remarquable dite "En Longefin" et celle en bas du village du général Vanbremeersch, ancien résistant, déporté et chef d'état-major des armées, qui avait choisi de terminer sa vie ici. Le long des différentes voies du village se rencontrent plusieurs four à pain traditionnels, qui servaient alternativement aux habitants, et des puits, le site ne manquant pas d'eau.

### Le hameau deBezornay
Le hameau de Bezornay est un ancien domaine de l'abbaye de Cluny, qui, à la création des communes en 1989, a été divisé entre les communes de Saint-Vincent-des-Prés et Vitry-lès Cluny. Le hameau s'était constitué autour d'un doyenné rural de l'abbaye de Cluny, dont il subsiste des restes remarquables.

## Personnalités liées à la commune
- Hugues de Vitry (vers 1085-1151), né à Vitry, premier abbé de Pontigny et évêque d'Auxerre.
- Claude Vanbremeersch, général, Chef de l'état-major particulier du président de la République française 1975-1979, inhumé à Vitry-lès-Cluny.
- Laurent Pelly, metteur en scène, scénographe et costumier.
- Lionel Hoche, danseur et chorégraphe.